# Consejo Audiovisual de Andalucía
El Consejo Audiovisual de Andalucía (CAA) es la autoridad independiente que regula el sector audiovisual de Andalucía. Su cometido es velar porque los medios audiovisuales cumplan los derechos y libertades reconocidos en la Constitución y el Estatuto de Autonomía de Andalucía, así como por el cumplimiento de la normativa vigente en materia audiovisual y de publicidad. 
Una institución propia de sociedades democráticas avanzadas, encomendada a lograr un sistema de radio y televisión libre, plural, responsable y respetuoso con los derechos de los ciudadanos. Para ello, dispone de capacidad sancionadora, ejercida con posterioridad a la emisión de los contenidos susceptibles de ser sancionados si así lo prevé la legislación vigente. 
El Consejo Audiovisual de Andalucía ejerce sus funciones en el ámbito de los medios de comunicación audiovisual andaluces de radiodifusión sonora y televisión tanto de titularidad pública como privada. Así mismo, ejerce sus funciones sobre otros medios que realicen emisiones específicas para Andalucía, como en el caso de las desconexiones regionales de RTVE. Estas competencias se aplican también a las correspondientes páginas web de los operadores bajo su ámbito de actuación.
El CAA se rige por la Ley 1/2004 de 17 de diciembre, aprobada por el Parlamento de Andalucía y publicada como Ley de creación del Consejo Audiovisual de Andalucía. (BOE núm. 12, de 14 de enero de 2005, p. 1529 y ss.; y en el BOJA núm. 254, de 30 de diciembre de 2004).

## Antecedentes
El 1 de mayo de 2010 entró en vigor la Ley General de Comunicación Audiovisual que prevé la creación del Comisión Nacional de los Mercados y la Competencia (CNMC). Hasta este momento, España es el único estado miembro de la (antigua) Europa de los 15, que no dispone de un consejo audiovisual de ámbito estatal.
No obstante, existen en España tres consejos audiovisuales de ámbito autonómico homologables a los europeos, es el caso del Consejo del Audiovisual de Cataluña (CAC), Consejo Audiovisual de Andalucía (CAA) y el Consejo del Audiovisual de la Comunidad Valenciana, este último, de más reciente creación. 
El objetivo principal de los consejos audiovisuales suele ser la supervisión de los contenidos audiovisuales emitidos, tanto de programación como de emisiones publicitarias y su adecuación a la protección de los derechos básicos de la ciudadanía y el respeto hacia las culturas mayoritarias y minoritarias. Cumplen con una función social fomentando valores como la tolerancia, la solidaridad y la igualdad entre hombres y mujeres y protegiendo los derechos de los menores, los jóvenes, las personas mayores, las personas con discapacidad, los inmigrantes y, en general, de aquellos colectivos más vulnerables a los efectos de los medios audiovisuales.
En Andalucía, la Ley 1/2004 de 17 de diciembre, de creación del Consejo Audiovisual de Andalucía, estableció el marco para la puesta en funcionamiento y consolidación de este órgano.

## Ámbito y principios de actuación
El Consejo Audiovisual de Andalucía tiene plena competencia sobre los medios de comunicación audiovisual de radiodifusión sonora y televisión en el ámbito autonómico y local andaluz, tanto de titularidad pública como privada, independientemente de cuál sea el sistema de difusión empleado. Asimismo, el CAA tiene competencias sobre los contenidos de aquellos otros medios que realicen emisiones específicas (desconexiones) para Andalucía.
La actuación del CAA deberá inspirarse en ejercicio legítimo de la libertad de expresión, el derecho a la información veraz y a la pluralidad informativa, así como el respeto a la dignidad humana, la protección de la juventud y la infancia, velar por el cumplimiento del principio de igualdad de género y la eliminación de todas las formas de discriminación.
- Defensa de la libertad de expresión y de información.
- Pluralismo.
- Neutralidad.
- Veracidad informativa.
- Garantizar el principio constitucional de igualdad.
- Impulsar los valores de tolerancia, solidaridad y respeto a la dignidad humana.

## Funciones
La Ley encomienda al CAA una serie de funciones. Las más destacadas pueden encuadrarse en tres ámbitos diferentes:

### En cuanto a contenidos
- Velar por el pluralismo político, social, religioso y cultural.
- Velar por la protección de los niños y los adolescentes (menores de edad).
- Velar por el cumplimiento de la legislación sobre publicidad.
- Garantizar el cumplimiento de servicio público asignado a los medios audiovisuales.

### En cuanto a informes
- Emitir informe previo con respecto a los anteproyectos de ley relativos al sector audiovisual.
- Emitir informe previo y preceptivo en materia de concesión, renovación y/o revocación de licencias de radiodifusión y televisión.
- Emitir informes a iniciativa propia, del Parlamento de Andalucía o del Gobierno de la Junta de Andalucía.
- Emitir un informe anual sobre la actuación del CAA y la situación del sistema audiovisual en Andalucía.

### En cuanto a Corregulación, Autorregulación y Arbitraje
- Promover la adopción de medidas de corregulación y autorregulación en el sector audiovisual.
- Ejercer a instancias de las partes en conflicto, funciones arbitrales y de mediación.

## Organización
La administración del Consejo es la organización creada para ejercer las funciones establecidas por las leyes. La administración está organizada en cuatro áreas: 
- Área de Contenidos (en la que se incluye la Oficina de Defensa de la Audiencia (ODA)).
- Área Jurídica.
- Área de Organización.
- Gabinete de Telecomunicaciones.

## Consejo de Gobierno
El pleno del CAA es quien propone de entre sus miembros al presidente o presidenta, cuyo nombramiento es realizado por el Consejo de Gobierno.
El órgano de gobierno y de decisión del CAA es el pleno formado por la presidencia y los miembros del Consejo. Los acuerdos son adoptados por mayoría de votos de los representantes.
- El número de componentes que cada partido tiene en el consejo son los siguientes: 5 PP-A, 3 PSOE-A y 1 Vox Andalucía.

| 19 de octubre de 2022-presente                    | 19 de octubre de 2022-presente |
| Nombre y apellidos                                | Propuesto por                  |
| ------------------------------------------------- | ------------------------------ |
| José Francisco Domínguez del Postigo (presidente) | PP-A                           |
| Mateo Rísquez Madridejos                          | PP-A                           |
| Pilar Jimeno Llerena                              | PP-A                           |
| Álvaro Ybarra Pacheco                             | PP-A                           |
| Rocío Ruiz Domínguez                              | PP-A                           |
| María del Mar Ramírez Alvarado                    | PSOE-A                         |
| Isabel Pedrote Martínez                           | PSOE-A                         |
| María Teresa Jiménez Vílchez                      | PSOE-A                         |
| Ignacio González Prieto                           | Vox Andalucía                  |

## Presidentes
El 13 de octubre de 2005 se constituyó el primer Pleno que dio carta de naturaleza al CAA y puso en marcha esta institución bajo la presidencia de Manuel Ángel Vázquez Medel, catedrático de la Universidad de Sevilla. El 27 de mayo de 2008, Manuel Ángel Vázquez Medel presentó su dimisión irrevocable al Parlamento de Andalucía.
El 25 de junio de 2008, el Parlamento de Andalucía apoyó por unanimidad la elección del catedrático de la Universidad de Granada, Juan Montabes Pereira como nuevo consejero del CAA. El 17 de julio de 2008, Montabes asumió por designación del pleno, la presidencia de este órgano.
El 15 de marzo de 2011, el Consejo de Gobierno de la Junta de Andalucía acordó el nombramiento de Emelina Fernández Soriano como presidenta del Consejo Audiovisual de Andalucía en sustitución de Juan Montabes Pereira. Emelina Fernández Soriano fue elegida por unanimidad del parlamento autonómico, nueva consejera del CAA tras la conclusión del mandato de los anteriores miembros.
El 16 de julio de 2019, el Consejo de Gobierno de la Junta de Andalucía acordó el nombramiento de Antonio Checa Godoy cómo cuarto presidente del Consejo Audiovisual de Andalucía, tras el pleno del Parlamento de Andalucía del 3 de julio de 2019 en el que fueron elegidos casi por unanimidad (a excepción de Adelante Andalucía) los nueve miembros del consejo.
El 14 de octubre de 2022 se designó a Domi del Postigo como quinto presidente del consejo desde su creación. También se eligieron al resto de miembros del órgano.
| Presidente/a                         | Inicio                | Final                 |
| ------------------------------------ | --------------------- | --------------------- |
| Manuel Ángel Vázquez Medel           | 21 de octubre de 2005 | 30 de mayo de 2008    |
| Juan Montabes Pereira                | 17 de julio de 2008   | 25 de febrero de 2011 |
| Emelina Fernández Soriano            | 18 de marzo de 2011   | 11 de julio de 2019   |
| Antonio Checa Godoy                  | 16 de julio de 2019   | 14 de octubre de 2022 |
| José Francisco Domínguez del Postigo | 19 de octubre de 2022 | presente              |

## Proyección
El 2 de octubre de 2009 y durante un año, el CAA asumió la presidencia de turno de la Red de Autoridades de Regulación Mediterráneas (RIRM), que reúne a 19 autoridades audiovisuales de 16 países de la cuenca mediterránea. Durante esta presidencia se conformó una alianza mediterránea con el objetivo de establecer estrategias educativas comunes incidiendo en la educación audiovisual de padres, madres y tutores para un consumo responsable de la televisión en la infancia.
Paralelamente, el CAA es miembro de la Plataforma Europea de Autoridades Reguladoras (EPRA), asociación que reúne los 52 organismos reguladores del audiovisual que existen en Europa. Este hecho cobra especial relevancia para el Consejo Audiovisual de Andalucía puesto que para su entrada en la EPRA ha sido necesaria una modificación previa de los estatutos que limitaba a tres el número de autoridades reguladoras por país, máximo ya cubierto en el caso español por los consejos audiovisuales de Cataluña y Comunidad Valenciana y por la Comisión del Mercado de las Telecomunicaciones (CMT).
En el ámbito estatal con el fin de establecer vías de cooperación y entablar un intercambio fluido de información y experiencias entre las entidades homólogas de otras comunidades autónomas, en febrero de 2007 se constituyó la Plataforma Española de Consejos Audiovisuales (PECA), impulsada de manera conjunta por los consejos catalán, navarro y andaluz.
A nivel Ibérico, existe la PICA, Plataforma Ibérica de Consejos Audiovisuales, de la cual forma parte el Consejo Audiovisual de Andalucía junto con la Entidade para a Comunicação Social (ERC) de Portugal, el Consejo del Audiovisual de la Comunidad Valenciana y el Consejo del Audiovisual de Cataluña (CAC). Esta plataforma tiene como principal objetivo proteger el pluralismo religioso, ético, lingüístico y territorial.

## ODA
La Oficina de Defensa de la Audiencia es uno de los servicios más destacados del CAA. Permite una interacción directa entre la ciudadanía andaluza y el CAA. A través de la ODA, el CAA da la oportunidad a toda persona de presentar sus quejas o sugerencias sobre la programación o la publicidad emitida en los prestadores andaluces. Para dirigirse a la Oficina de Defensa de la Audiencia, existen varias vías de contacto: correo postal, fax, correo electrónico, o bien, mediante los formularios existentes en la página web, a través del teléfono gratuito 900 159 159 en funcionamiento las 24 horas del día, o personándose en la sede del organismo.

## Sede
El Consejo Audiovisual de Andalucía tiene su sede en la ciudad de Sevilla, sin perjuicio de que el pleno, cuando así lo acuerde, pueda reunirse en otra localidad.
- Dirección: C/ Pagés del Corro, 90, 41010 Sevilla.